# صاعقة (حورة)

'

تعديل مصدري - تعديل

صاعقة هي إحدى قرى عزلة حوره بمديرية مديرية حورة التابعة لمحافظة حضرموت، بلغ تعداد سكانها 45 نسمة حسب تعداد اليمن لعام 2004.